# 927th Air Refueling Wing
Il 927th Air Refueling Wing è uno stormo associato dell'Air Force Reserve Command, inquadrato nella Fourth Air Force. Il suo quartier generale è situato presso la MacDill Air Force Base, nella Florida.

## Missione
Lo stormo non dispone di propri velivoli, ma è associato al 6th Air Refueling Wing, Air Mobility Command, al quale fornisce personale per l'addestramento e la manutenzione per i suoi KC-135R.

## Organizzazione
Attualmente, al settembre 2017, esso controlla:
- 927th Operations Group
  -  63d Air Refueling Squadron
  - 927th Operations Support Squadron
  - 45th Aeromedical Evacuation Squadron
- 927th Maintenance Group
  - 927th Maintenance Squadron
  - 927th Aircraft Maintenance Squadron
  - 927th Maintenance Operations Flight
- 927th Mission Support Group
  - 927th Security Forces Squadron
  - 927th Logistical Readiness Squadron
  - 927th Force Support Squadron
- 927th Aeromedical Staging Squadron
- 927th Aerospace Medicine Squadron
- 927th Air Refueling Wing Staff

## Storia

### Allineamento
- Costituito come 927th Troop Carrier Group, Medium, e attivato, il 15 gennaio 1963
- Organizzato nella Riserva il 11 febbraio 1963
- Rinominato come 927th Tactical Airlift Group il 1 luglio 1967
- Rinominato come  927th Tactical Air Support Group il 25 giugno 1969
- Rinominato come  927th Tactical Airlift Group il 29 giugno 1971
- Rinominato come  927th Airlift Group il 1 febbraio 1992
- Rinominato come 927th Air Refueling Group il 1 giugno 1992
- Rinominato come  927th Air Refueling Wing il 1 ottobre 1994

### Assegnazioni
- Continental Air Command, dal 15 gennaio 1963
- 403rd Troop Carrier Wing, dall'11 febbraio 1963
- Central Air Force Reserve Region, dal 31 dicembre 1969
- 403rd Composite Wing (successivamente  403 Tactical Airlift Wing), dal 1 giugno 1970
- 459th Tactical Airlift Wing, dal 15 marzo 1976
- 440th Tactical Airlift Wing (successivamente 440th Airlift Wing), dal 1 luglio 1981
- 434th Wing (successivamente 434th Air Refueling Wing), dal 1 agosto 1992
- Twenty-Second Air Force, dal 1 ottobre 1994
- Fourth Air Force, dal 1 aprile 1997 ad oggi

### Componenti operative

#### Groups
- 927th Operations: 1 agosto 1992 ad oggi

#### Squadrons
- 63rd Troop Carrier (successivamente, 63rd Tactical Airlift; 63rd Tactical Air Support; 63rd Tactical Airlift; 63rd Airlift): dall'11 febbraio 1963 al 1 agosto 1992

### Basi
- Selfridge Air Force Base (successivamente, ANGB), Michigan, 11 febbraio 1963
- MacDill Air Force Base, Florida, 1 maggio 2008 ad oggi

### Velivoli
- C-119, 1963-1969
- U-3, 1969-1971
- C-130, 1971-1992
- KC-135, 1992 ad oggi